# Кашлица
Кашлица (на латински: tussis) е физиологичен защитен рефлекс, възникващ в резултат на дразненето на дихателните пътища от секрети, дразнещи вещества, чужди частици и микроби, и помага за спокойното дишане на организма.
Кашличният рефлекс се състои от три фази: инхалаторна, напън за издишване при затворен глотис и освобождаване на въздуха от белите дробове. Това става с придружаващ отличителен звук. Кашлянето може да е доброволно или принудително.

## Симптоми
В зависимост от продължителността на проява на признаците на кашлица тя бива: остра, подостра и хронична. От това дали се образува храчка или не, тя бива суха и продуктивна. Задимени и запрашени помещения, пушенето, работа със силно летливи вещества (например при лакиране и боядисване), попадането на храна в трахеята също довежда до кашляне.
Като симптом кашлицата се появява при остри респираторни заболявания, рак на белия дроб, бронхиална астма, туберкулоза. Кашлицата може да бъде признак на сърдечна недостатъчност, като симптом на синузит, отит или заболявания на нервната система (неврогенна кашлица).